# 카날 13 (아르헨티나의 텔레비전 채널)
카날 13/엘 트레세(스페인어: El Trece)는 아르헨티나의 텔레비전 네트워크다.

## 프로그램 목록

### 뉴스 및 정보
- 페리오디스모 파라 토도스(Periodismo para todos) (2012년 4월 15일 ~ 현재)
- 텔레노체(Telenoche) (1966년 1월 3일 ~ 현재)
- 노티시에로 트레세(Noticiero Trece) (2004년 3월 1일 ~ 현재)
- 아리바 아르헨티노스(Arriba Argentinos) (2005년 4월 25일 ~ 현재)
- 아그로 신테시스(Agro Sintesis)
- 신테시스(Sintesis)

### 오락·버라이어티
- 엘 디아리오 데 마리아나(El diario de Mariana) (2013년 5월 22일 ~ 현재)
- 에스테 에스 엘 쇼(Este es el show) (2007년 7월 7일 ~ 현재)
- 아 토도 오 나다(A todo o nada) (2011년 5월 3일 ~ 2014년 11월 28일)
- 쿠에스티온 데 페소(Cuestión de peso) (2006년 ~ 2014년)

### 텔레노벨라
- 설레스테(Celeste)
- 안토넬라(Antonella)
- 파드레 코라헤(Padre coraje)
- 플로리시엔타(Floricienta)
- 홈브레스 데 호노르(Hombres de honor)
- 소스 미 비다(Sos mi vida)
- 손 데 피에로(Son de fierro)
- 파티토 페오(Patito Feo)
- 무헤레스 데 나디에(Mujeres de nadie)
- 포르 아모르 아 보스(Por amor a vos)
- 아트라크시온 x4(Atracción x4)
- 바리엔테스(Valientes)
- 콘센티도스(Consentidos)
- 알기엔 케 메 기에라(Alguien que me quiera)
- 말파리다(Malparida)
- 헤레데로스 데 우나 벤간자(Herederos de una venganza)
- 로스 우니코스(Los Únicos)
- 소스 미 홈브레(Sos mi hombre)
- 소라멘테 보스(Solamente vos)
- 파산테스(Farsantes)
- 미스 아미고스 데 시엠프레(Mis amigos de siempre)
- 과파스(Guapas)
- 에스페란자 미아(Esperanza mía)